# Tony Cascarino
Anthony ("Tony") Guy Cascarino (Orpington, 1 september 1962) is een Engels-Iers voormalig voetballer, die speelde als aanvaller, en huidig voetbalanalist voor Talksport.

## Clubcarrière
Cascarino speelde in zijn jeugd voor Crockenhill in Engeland. In 1981 verhuisde hij naar Gillingham FC. Bij deze Third Division-club speelde hij zes seizoenen. Hij scoorde er 78 keer. In 1987 werd hij voor 225.000 pond verkocht aan Millwall FC. De club eindigde in zijn eerste seizoen in de First Division ooit op de tiende plaats. Dit was vooral te danken aan Cascarino en Teddy Sheringham, die later naar Manchester United zou verhuizen. Millwall degradeerde in 1990 opnieuw, waardoor Cascarino voor 1,1 miljoen pond werd verkocht aan Aston Villa FC.
Dat seizoen scoorde Cascarino elf keer voor Aston Villa. Hierna speelde hij een seizoen bij Celtic FC en twee seizoenen bij Chelsea FC in de nieuwe Premier League. Zijn beste jaren zou hij beleven in Frankrijk. Tussen 1994 en 1997 speelde hij bij Olympique Marseille. Hier scoorde hij 61 keer in 84 wedstrijden. De volgende drie seizoenen kwam hij uit voor FC Nancy, waarvoor hij 44 keer scoorde. Op zijn 38ste sloot hij zijn carrière af bij Red Star Paris.

## Interlandcarrière
Cascarino speelde 88 keer voor het Iers voetbalelftal. Hoewel hij de Engelse nationaliteit had, kon hij ook voor Ierland spelen omdat zijn grootvader Iers was. Hij maakte negentien doelpunten voor Ierland en nam deel aan drie grote toernooien.

## Clubstatistieken
| Seizoen         | Club                | Land            | Competitie           | Wedstrijden | Doelpunten |
| --------------- | ------------------- | --------------- | -------------------- | ----------- | ---------- |
| 1981–1987       | Gillingham FC       | Engeland        | Third Division       | 219         | 78         |
| 1987–1990       | Millwall FC         | Engeland        | First Division       | 105         | 42         |
| 1990–1991       | Aston Villa FC      | Engeland        | First Division       | 46          | 11         |
| 1991–1992       | Celtic FC           | Schotland       | Scottish Premiership | 24          | 4          |
| 1992–1994       | Chelsea FC          | Engeland        | Premier League       | 40          | 8          |
| 1994–1997       | Olympique Marseille | Frankrijk       | Ligue 1              | 84          | 61         |
| 1997–2000       | FC Nancy            | Frankrijk       | Ligue 2              | 109         | 44         |
| 2000            | Red Star Paris      | Frankrijk       | Championnat National | 2           | 0          |
| Carrière totaal | Carrière totaal     | Carrière totaal | Carrière totaal      | 629         | 248        |